# João Francisco Capindica
João Francisco Capindica (ur. 12 stycznia 1971) – angolski lekkoatleta specjalizujący się w biegach sprinterskich.
Olimpijczyk z Barcelony (1992). Udział w igrzyskach zakończył na etapie kwalifikacji biegu na 400 metrów.

## Rezultaty
| Rok  | Impreza              | Miejsce   | Konkurencja   | Pozycja    | Wynik |
| ---- | -------------------- | --------- | ------------- | ---------- | ----- |
| 1992 | Igrzyska olimpijskie | Barcelona | bieg na 400 m | eliminacje | 47,44 |

## Rekordy życiowe
- bieg na 400 metrów – 47,44 (1 sierpnia 1992, Barcelona)